# Стародубцев, Николай Ефимович
Никола́й Ефи́мович Староду́бцев (2 августа 1928, с. Плюхино, Будённовский район, Центрально-Чернозёмная область, СССР — 10 апреля 2018, Петропавловск-Камчатский, Камчатский край, Россия) — бригадир портовых рабочих Петропавловск-Камчатского морского торгового порта Министерства морского флота СССР, Герой Социалистического Труда (1971).

## Биография
Родился 2 августа 1928 года в селе Плюхино Будённовского района Центрально-Чернозёмной области (ныне Красногвардейского района Белгородской области). По национальности русский.
Участник трудового фронта Великой Отечественной войны. Демобилизовавшись из армии, в 1953 году приехал в город Петропавловск-Камчатский Камчатской области (с 1 июля 2007 года — Камчатский край) и трудоустроился грузчиком в Петропавловск-Камчатский морской торговый порт (МТП), в 1964 году повышен до бригадира портовых рабочих, занимал эту должность до 1989 года. В 1964 году вступил в КПСС.
Овладел профессиями лебёдчика, транспортёрщика, шофёра, водителя автопогрузчика и крановщика портальных кранов, активно занимался механизацией погрузочно-разгрузочных работ. Возглавляемая им бригада часто выполняла задание смены на 120—125 процентов. В ходе восьмой пятилетки производительность труда членов бригады возросла в 1,5 раза. В 1971 году удостоен звания «Лучший бригадир Министерства морского флота».
Указом Президиума Верховного Совета СССР от 4 мая 1971 года «за выдающиеся успехи, достигнутые в выполнении заданий пятилетнего плана развития морского транспорта» удостоен звания Героя Социалистического Труда с вручением ордена Ленина и золотой медали «Серп и Молот».
Продолжал руководить бригадой, в 1989—1999 годах работал плотником в ремонтно-строительном управлении жилищно-коммунального хозяйства «Южное» Петропавловска-Камчатского.
Неоднократно избирался депутатом Камчатского областного и Петропавловск-Камчатского городского Советов, 20 лет являлся внештатным секретарём областного Совета профсоюзов.
В 1999 году вышел на пенсию. Член Президиума Совета ветеранов войны и труда города Петропавловска-Камчатского. Автор книги «Записки камчатского докера».
Жил в Петропавловске-Камчатском, где скончался 10 апреля 2018 года, немного не дожив до 90-летия. Похоронен в Новосибирске, где живут его родные.

## Признание и награды
Герой Социалистического Труда (1971). Почётный гражданин города Петропавловска-Камчатского (06.10.2008). Награждён орденами Ленина (04.05.1971), Трудового Красного Знамени (29.07.1966), пятью медалями. Имел более 80 поощрений.
В 2005 году внесён в почётную галерею «Скрижали Камчатки». Заслуженный ветеран порта, Почётный работник Морского флота.